# Strzelin (gemeente)
De gemeente Strzelin is een stad- en landgemeente in het Poolse woiwodschap Neder-Silezië, in powiat Strzeliński.
De zetel van de gemeente is in Strzelin.
Op 30 juni 2004 telde de gemeente 21 767 inwoners.

## Oppervlakte gegevens
In 2002 bedroeg de totale oppervlakte van gemeente Strzelin 171,69 km², waarvan:
- agrarisch gebied: 80%
- bossen: 9%

De gemeente beslaat 27,59% van de totale oppervlakte van de powiat.

## Demografie
Stand op 30 juni 2004:
| Omschrijving                   | Totaal | Totaal | Vrouwen | Vrouwen | Mannen | Mannen |
| ------------------------------ | ------ | ------ | ------- | ------- | ------ | ------ |
| eenheid                        | aantal | %      | aantal  | %       | aantal | %      |
| inwoners                       | 21 767 | 100    | 11 156  | 51,3    | 10 611 | 48,7   |
| bevolkingsdichtheid (inw./km²) | 126,8  | 126,8  | 65      | 65      | 61,8   | 61,8   |

In 2002 bedroeg het gemiddelde inkomen per inwoner 1229,21 zł.

## Administratieve plaatsen (sołectwo)
Biały Kościół, Biedrzychów, Bierzyn, Brożec, Chociwel, Częszyce, Dankowice, Dębniki, Dobrogoszcz, Gębice, Gębczyce, Gęsiniec, Głęboka, Gościęcice, Górzec, Karszów, Karszówek, Kazanów, Krzepice, Kuropatnik, Ludów Polski, Mikoszów, Muchowiec, Nieszkowice, Nowolesie, Pęcz, Piotrowice, Pławna, Skoroszowice, Strzegów, Szczawin, Szczodrowice, Trześnie, Warkocz, Wąwolnica, Żeleźnik.

## Overige plaatsen
Gliczyna, Góra, Grabiny, Kaczów, Maszyce, Mojków, Myszkowice, Ulica, Zimne Doły.

## Aangrenzende gemeenten
Borów, Ciepłowody, Domaniów, Kondratowice, Przeworno, Wiązów, Ziębice